# Аграмант
Аграма́нт (от фр. agrements — украшение) — узорчатое плетение из цветного или одноцветного шнура в виде длинной ленты для обшивки краёв одежды, отделки драпировок, мебели и т. д.
В качестве материала для изготовления шнура Аграманта использовались шёлк, металлизированные нити или шерсть. Название от фр. agrément (в данном случае — украшение). Аграмант в качестве отделки платьев в XIX веке входил в моду лишь время от времени. Неизменную верность Аграманту сохраняло русское купечество. В женских нарядах Аграмант применялся в качестве застёжек, накладных узоров на по́лы или спинку верхней одежды. Наряду с преимущественным распространением Аграмантов в виде плетёной ленты различной ширины и длины известны также плетёные розетки и накладки в виде банта на головные уборы и причёски. В литературе они приобрели название «торсада», от фр. torsade — витой шнурок.
В костюмах XX века использовались в так называемых костюмах в стиле Шанель, пальто и плащах в «национальном стиле». Обычно Аграмант пришивали на ткань сверху — в отличие от бахромы.